# Wildgrafen

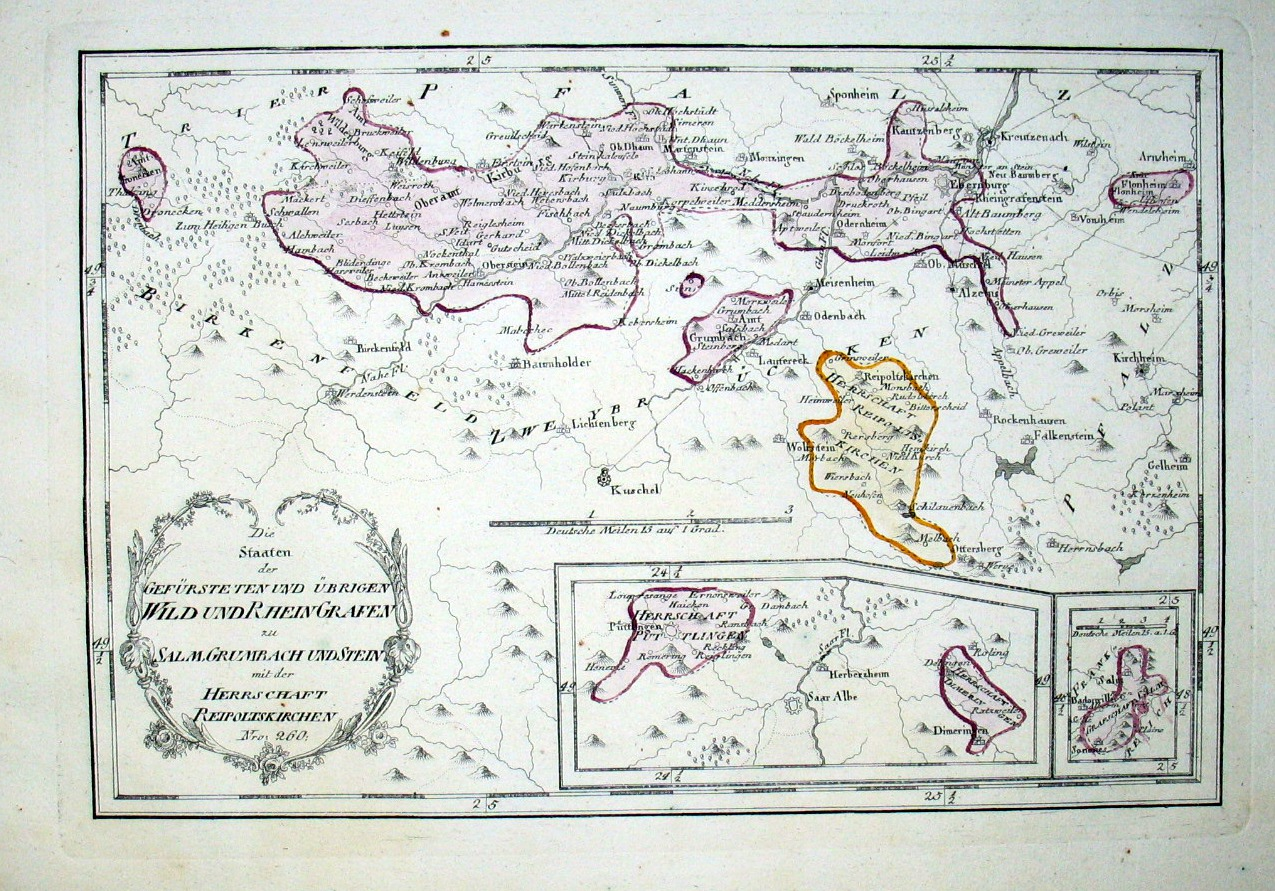
„Die Staaten der Gefürsteten und übrigen Wild- und Rheingrafen zu Salm-Grumbach und Stein mit der Herrschaft Reipoltskirchen“, Karte von Johann Joseph von Reilly, 1793/94

Das Adelsgeschlecht der Wildgrafen (lateinisch comites silvestres, wörtlich also Waldgrafen) stammte aus einer Teilung des Hauses der Nahegaugrafen im Jahr 1113.

## Geschichte
Erster Wildgraf war Emicho VII. (1103–1135), Sohn des Grafen Emicho VI. (1076–1123) vom Nahegau. Emicho VII. war Graf von Kyrburg, Schmidtburg und Baumberg und ab 1129 Graf von Flonheim. Bereits 1113 hatte sich die Linie der Grafen von Veldenz abgespalten. Um 1150 spalteten sich die Raugrafen ab. Dabei ging jeweils ein Teil des Besitzes verloren.
1154/55 hatte Wildgraf Konrad I. sich an einer bewaffneten Auseinandersetzung zwischen Pfalzgraf Hermann von Stahleck und Erzbischof Arnold von Mainz beteiligt. Eine Reichsversammlung in Worms zu Weihnachten 1155 wertete das als Landfriedensbruch und verurteilte die Beteiligten, darunter auch Konrad, zu der entehrenden Strafe des Hundetragens. Konrad I. war mit Mathilde von Bar, Tochter von Rainald I. von Bar verheiratet. Konrads Sohn war Gerhard I., der mit Agnes von Wittelsbach verheiratet war (Agnes heiratete in zweiter Ehe Albert III. von Everstein). Konrad II. folgte auf Gerhard. Konrad II. war verheiratet mit Gisela von Saarbrücken.
1258 kam es zu einer Spaltung in die Linien Dhaun und Kyrburg, von der sich 1284 noch die Linie Schmidtburg trennte, die aber schon 1330 ausstarb. Als Folge von familiären Streitigkeiten fiel die Schmidtburg an Kurtrier. Die Erben der Linien Kyrburg und Dhaun versuchten bis 1342 in drei Fehden vergeblich die Schmidtburg zurückzugewinnen.
Schon vor 1350 starb die Linie Dhaun aus und schließlich 1409 die Linie Kyrburg. Erben waren die Rheingrafen, die sich fortan Wild- und Rheingrafen nannten. Diese wiederum traten 1459/1475 das Erbe der Grafen von Obersalm an und nannten sich danach Grafen von Salm.

## Besitz
Der Schwerpunkt des Besitzes der Wildgrafen als direkte Nachfolger der Emichonen lag im ehemaligen Nahegau. Das spätere Territorium setzte sich im Wesentlichen aus Eigengut, Reichslehen, Lehen der Pfalzgrafen und Vogteibesitz des Klosters St. Maximin zusammen. Wichtige Burgen waren: Kyrburg, Schmidtburg, Burg Dhaun und Burg Grumbach. Grablege des Hauses war die St. Johanniskirche zu Dhaun sowie ab 1606 die Kirche zu Herren-Sulzbach. Für Grumbach konnte Graf Johann 1330 die Erteilung der Stadtrechte erwirken.
Emicho VII. besaß ursprünglich Kyrburg, Schmidtburg, Baumburg und Flonheim. Als sein Enkel Konrad Abt von St. Maximin wurde, bekam dieser noch Dhaun. Baumburg ging bei deren Abspaltung an die Raugrafen über.
Unter Konrad II. kam noch die Burg Grumbach dazu, die dieser errichtete. Auch Dhronecken kam unter ihm zu den Wildgrafen. Nachdem es unter Emich II. zu einer ersten Teilung kam, fielen ihm Kyrburg, Schmidtburg, Dhronecken und Flonheim zu, während sein Bruder Gottfried I. Dhaun und Grumbach übernahm. Emichs Linie wurde in der Folgegeneration weiter unterteilt, sodass seinem Sohn Gottfried II. Kyrburg, Dhronecken und Flonheim zukam, Konrad III. wurde Wildgraf zu Schmidtburg, dessen Linie in der Enkelgeneration jedoch wieder erlosch. Schmidtburg fiel daraufhin an Gottfrieds II. Enkel, wurde kurz darauf allerdings als erledigtes Lehen wieder eingezogen. Ihm gehörte nur noch Kyrburg und Flonheim, da Dhronecken an seinen Bruder Otto gegangen war. Die Linie Dhronecken starb noch in derselben oder folgenden Generation wieder aus und wurde wieder eingezogen. Als die Wildgrafen sich mit den Rheingrafen vereinigten, fielen zuerst Dhaun und Grumbach, dann auch Kyrburg und Flonheim an diese.

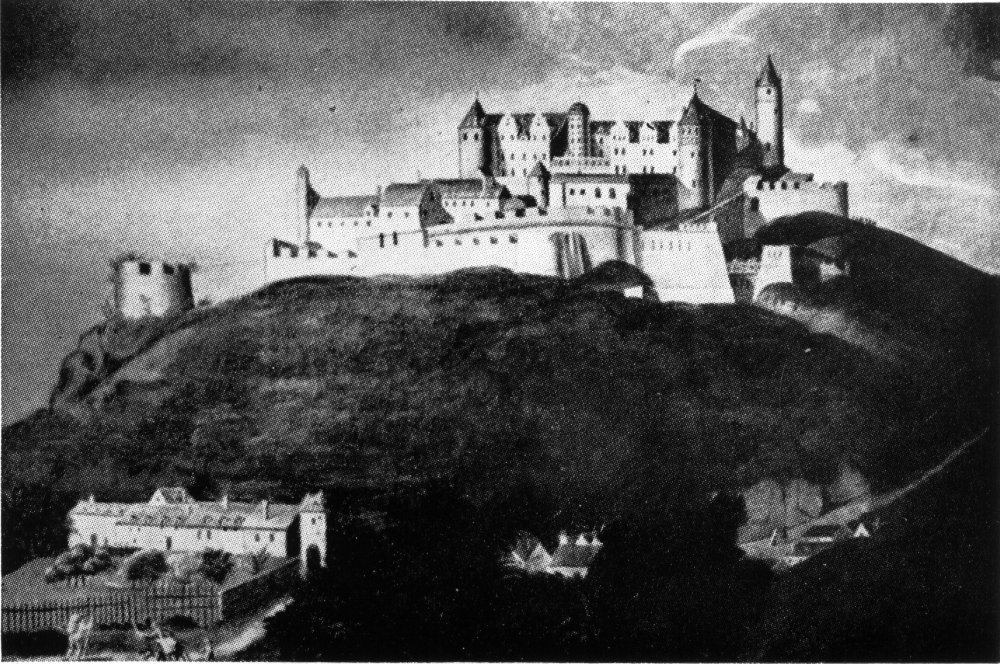
Kyrburg
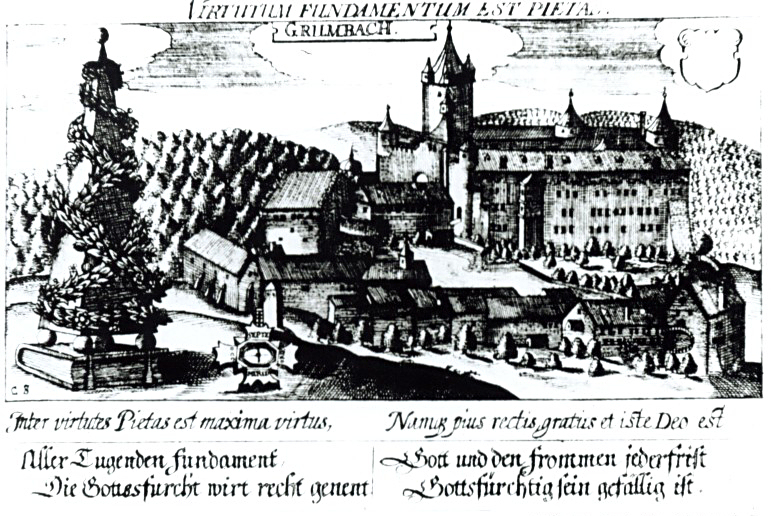
Grumbach
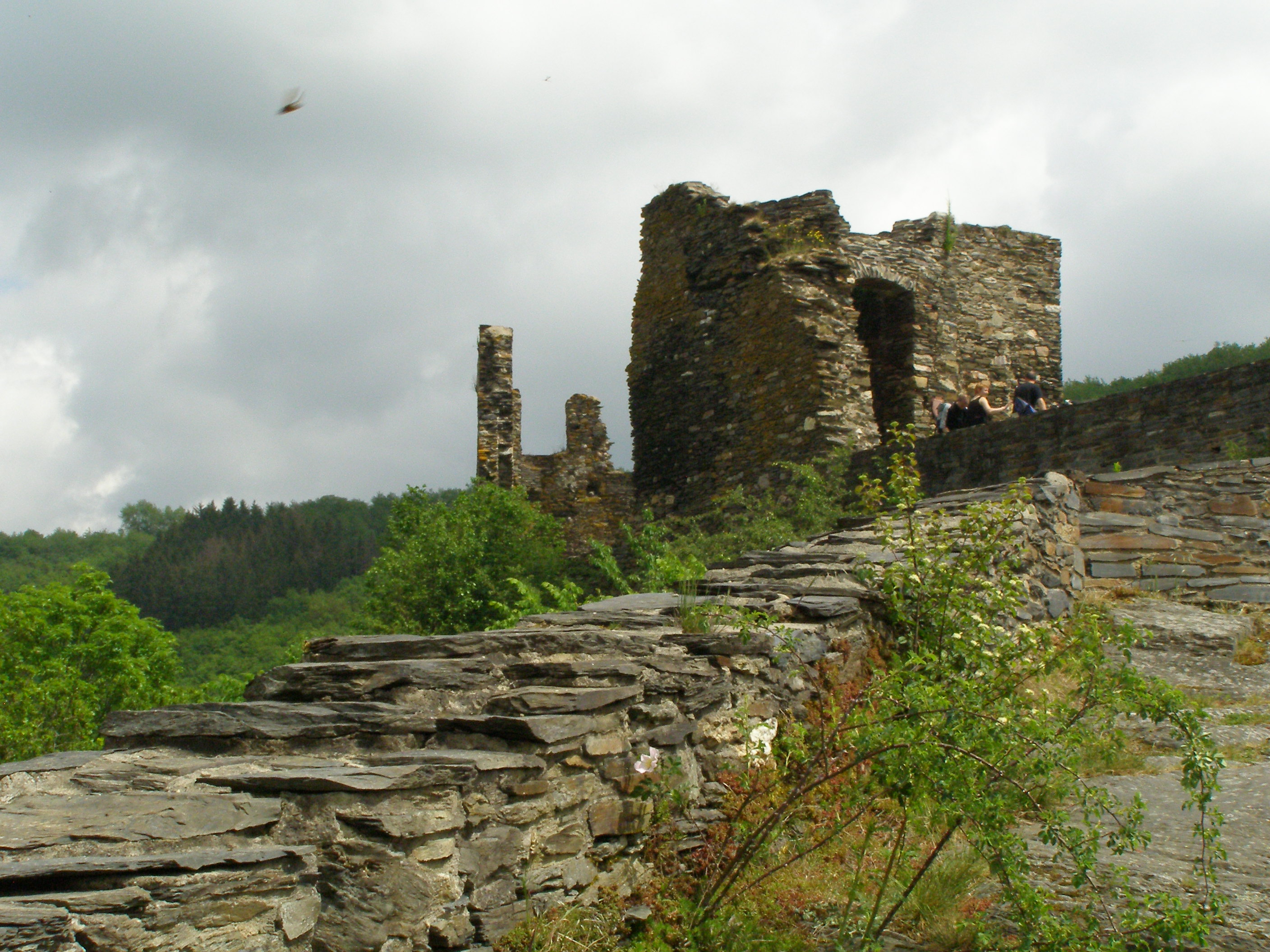
Schmidtburg
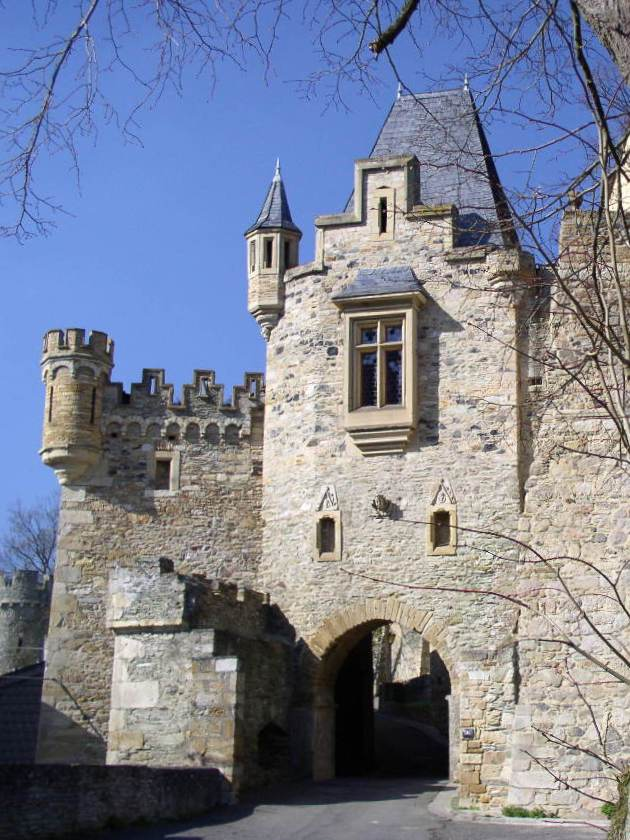
Dhaun

## Wappen
Die wildgräfliche Linie Dhaun hatte folgendes Stammwappen: In Gold ein roter, (meist) blau gekrönter Löwe. Das Wappen der Linie Kyrburg dagegen war: In Rot drei (2:1) aufgerichtete, goldene Löwen. Beide erscheinen auch heute noch in einer Reihe aktueller Gemeindewappen, z. B.:

Verbandsgemeinde Kirn-Land
Hochstetten-Dhaun
Löllbach
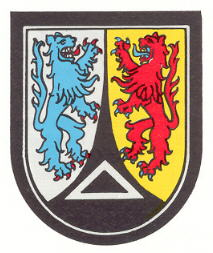
Verbandsgemeinde Lauterecken
Kappeln bei Lauterecken
Grumbach am Glan
Aschbach
Verbandsgemeinde Alsenz-Obermoschel
Münsterappel
Verbandsgemeinde Herrstein
Breitenthal
Kempfeld
Rhaunen
Hottenbach
Gösenroth
Dhronecken
Wendelsheim
Flonheim
Zotzenheim
Buborn
Niederalben
Lonsheim

## Bekannte Familienmitglieder
- Gerhard Wildgraf von Dhaun († 1259), als Gerhard I. Erzbischof von Mainz
- Konrad II. Wildgraf von Dhaun († 1279), 1258–1278/1279 als Konrad II. Bischof von Freising.
- Emicho Wildgraf von Kyrburg († 1311), 1283–1311 Bischof von Freising
- Friedrich Wildgraf von Kyrburg († nach 1310), oberdeutscher Provinzmeister und Großprior des Templerordens